# Irbejszkojei járás
Az Irbejszkojei járás (oroszul: Ирбейский район) Oroszország egyik járása a Krasznojarszki határterületen. Székhelye Irbejszkoje.

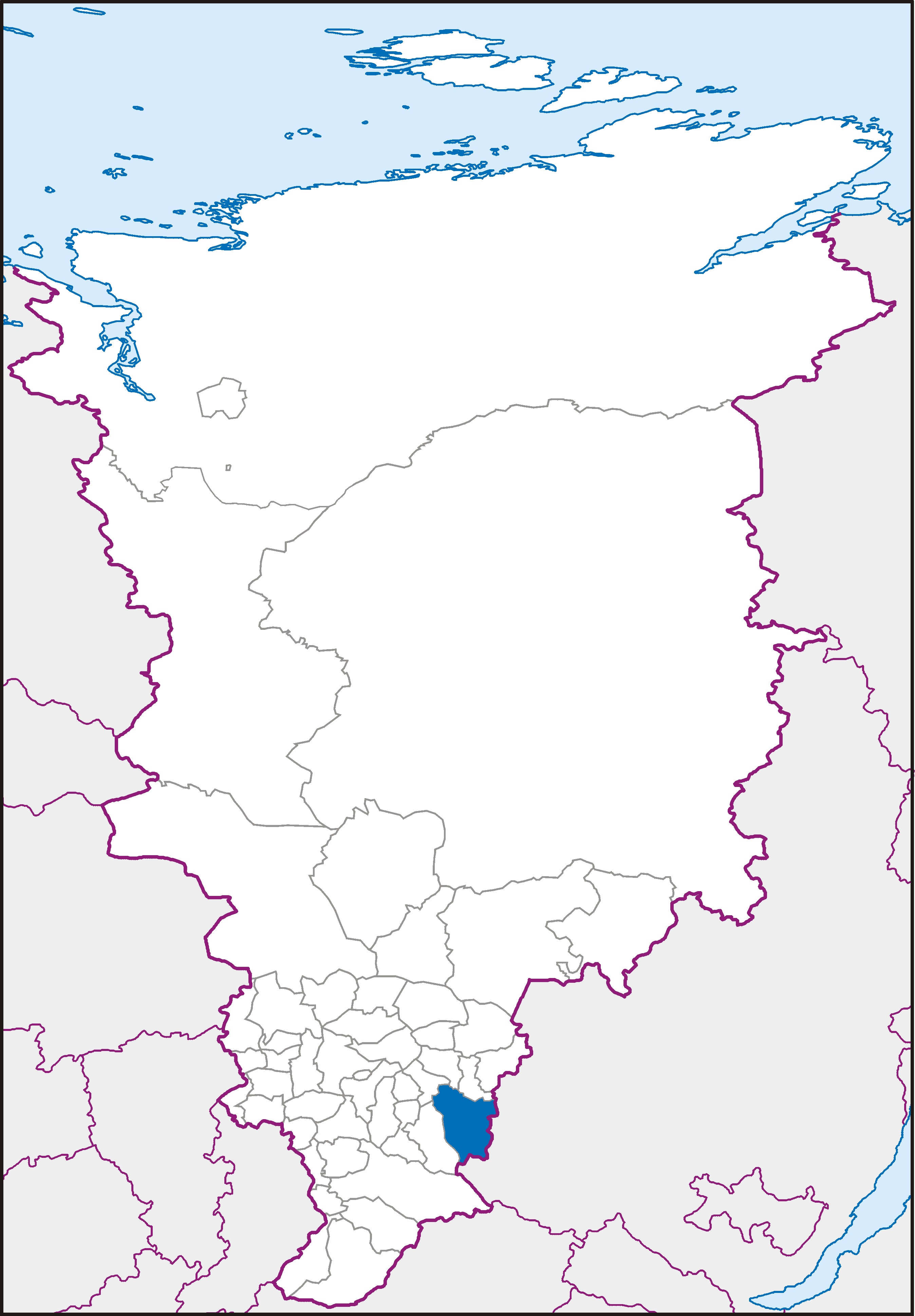
Az Irbejszkojei járás a Krasznojarszki határterületen

## Népesség
- 2002-ben 19 181 lakosa volt.
- 2010-ben 16 773 lakosa volt.